# Agência Paulista de Tecnologia dos Agronegócios
A Agência Paulista de Tecnologia dos Agronegócios (APTA), da Secretaria de Agricultura e Abastecimento do Estado de São Paulo, tem a missão de coordenar e gerenciar as atividades de ciência e tecnologia voltadas para o agronegócio. Sua estrutura compreende o Instituto Agronômico de Campinas (IAC), Instituto Biológico (IB), Instituto de Economia Agrícola (IEA), Instituto de Pesca (IP), Instituto de Tecnologia de Alimentos (ITAL) e Instituto de Zootecnia (IZ), além das, atualmente, 18 Unidades de Pesquisa Regional da APTA Regional , distribuídos estrategicamente no Estado de São Paulo (Adamantina, Andradina, Assis, Bauru, Brotas, Colina, Gália, Itapetininga, Marília, Monte Alegre do Sul, Pariquera-Açu, Pindamonhangaba, Pindorama, Piracicaba, Presidente Prudente, São Roque, Tietê e Ubatuba) e o Departamento de Gestão Estratégica (DGE). A Agência é a maior instituição estadual de pesquisa no Brasil e a segunda maior do País
As unidades de pesquisa da APTA atendem à demanda tecnológica das diversas cadeias de produção do agronegócio, utilizando seu potencial de geração e transferência de conhecimento, em uma visão de desenvolvimento sustentado, com foco na inovação com responsabilidade social e ambiental. Para isso, estão respaldadas pela capacitação profissional de seus pesquisadores e técnicos.
Por meio de suas atividades de pesquisa e produção de bens e serviços, a APTA contribui para o desenvolvimento regional, inovação científica e tecnológica e fortalecimento da economia baseada no agronegócio.

## Servidores
A APTA é composta por, aproximadamente, 1.400 servidores, entre pesquisadores científicos, técnicos de apoio às áreas de pesquisa, administração e laboratório, além de 206 bolsistas ligados ao Programa Institucional de Bolsas de Iniciação Científica (PIBIC/CNPq), 20 bolsistas do Programa Institucional de Bolsas de Iniciação em Desenvolvimento Tecnológico e Inovação (PIBIT/CNPq) e 52 estagiários.

## Projetos de Pesquisa
Por ano, são conduzidos nas unidades de pesquisa da APTA cerca de 1.000 projetos de pesquisas nas áreas de agricultura, pecuária, piscicultura, aquicultura, equinocultura, suinocultura, apicultura, economia agrícola, controle biológico de pragas e doenças e processamento de alimentos. Todos os projetos podem ser acessados no Sistema de Gestão de Pesquisa.

## Diagnóstico de Qualidade
As unidades de pesquisa da Agência têm 220 procedimentos laboratoriais credenciados no Ministério da Agricultura, Pecuária e Abastecimento (MAPA) ou acreditados na norma internacional ISO 17025, relacionada à qualidade. No biênio 2016/2017, as unidades de pesquisa da APTA realizaram 698 mil análises laboratoriais.

## Impactos das Pesquisas
As pesquisas desenvolvidas pela APTA e seus Institutos e Polos Regionais de Pesquisa trazem impactos econômicos, sociais e ambientais positivos. É o que mostra o Balanço Social (2016/2017) lançado neste ano. A partir da análise de 48 tecnologias desenvolvidas pela APTA e adotadas pelo setor de produção ficou provado que a cada R$ 1,00 investido na Agência, houve retorno de R$ 12,20 para a sociedade. No período, o orçamento no período foi de R$ 596 milhões e o impacto dessas tecnologias foi de R$ 10,9 bilhões, ou seja, 18,2 vezes o investimento.

## Rede NIT-APTA
Os seis Institutos de pesquisa ligados à APTA vivem um novo momento de estímulo à inovação e parcerias com o setor privado – resultado de nova legislação federal e estadual, que permite maior interação entre os institutos públicos e as empresas privadas. Com a nova legislação, a APTA espera aumentar a captação de recursos privados junto ao setor produtivo. No biênio 2016/2017, 21% do orçamento da APTA foram oriundos de projetos com a iniciativa privada.
O decreto estadual nº 62.817, de outubro de 2017, aliado ao novo Marco Legal de Ciência, Tecnologia e Inovação (Lei 13.243/2016), Lei Paulista de Inovação (nº 1.049/2008), a assinatura da Resolução nº 12/2016 pela Secretaria de Agricultura e Abastecimento do Estado de São Paulo e o estabelecimento dos Núcleos de Inovação Tecnológica (NIT), no âmbito da APTA, formam um novo arcabouço legal que desburocratiza, incentiva e deixam claras as regras para a relação entre os Institutos e o setor privado.
A nova legislação permite a exclusividade para empresa quando há uma parceria para desenvolvimento em conjunto. A equipe que participou do projeto também é beneficiada, com até 1/3 da exploração dos royalties referentes ao montante destinado ao Instituto de pesquisa. Também é permitido que as universidades e Institutos de pesquisa paulistas compartilhem laboratórios, equipamentos e instalações com empresas e desenvolver projetos conjuntos.

## Programas de Pós-Graduação
Além do desenvolvimento de pesquisas, a APTA capacita recursos humanos por meio de cinco cursos de Pós-Graduação, referendados pela Coordenação de Aperfeiçoamento de Pessoal de Nível Superior (CAPES).
- Pós-Graduação em Agricultura Tropical e Subtropical, do Instituto Agronômico;
- Pós-Graduação em Sanidade, Segurança Alimentar e Ambiental no Agronegócio, do Instituto Biológico;
- Pós-Graduação em Aquicultura e Pesca, do Instituto de Pesca;
- Pós-Graduação em Ciência e Tecnologia de Alimentos, do Instituto de Tecnologia de Alimentos; e
- Pós-Graduação em Produção Animal Sustentável, do Instituto de Zootecnia